# Animomyia hardwicki
Animomyia hardwicki là một loài bướm đêm trong họ Geometridae.